# Шемелинець Василь Петрович
Васи́ль Петро́вич Шемелинець — солдат Збройних сил України, учасник російсько-української війни, відзначився у ході російського вторгнення в Україну.

## Життєпис
З початку російського вторгнення в Україну в 2022 році служить у складі танкового батальйону 10-тої окремої гірсько-штурмової бригади. У складі танкового екіпажу разом із лейтенантом Юрієм Гундеруком і сержантом Романом Махибородою брав участь у боях за Київ на території Житомирської області, згодом — у боях за Бахмут на Донеччині.
Разом із сержантом Романом Махибородою 11 квітня 2022 року нагороджений орденом «За мужність» ІІІ ступеня.

## Нагороди
- Орден «За мужність» III ступеня (11.04.2022) — за особисту мужність і самовіддані дії, виявлені у захисті державного суверенітету та територіальної цілісності України, вірність військовій присязі[2].
- Медаль «За військову службу Україні» (26.03.2022) — за особисту мужність і самовіддані дії, виявлені у захисті державного суверенітету та територіальної цілісності України, вірність військовій присязі[3].